# Masakra Retiefa (1838)
Masakra Retiefa – wydarzenie, które miało miejsce w roku 1838.
W 1838 grupa osadników burskich, na czele której stanął Pieter Retief, jeden z przywódców Wielkiego Treku, przybyła w rejon Fortu Natal, gdzie spotkała się z królem okolicznych ziem Dinganem. Władca Zulu z początku zgodził się na zajęcie przez przybyszy sąsiadujących z jego królestwem ziem. 
Wśród osadników doszło jednak do rozłamu, część z nich zaczęła na własną rękę zajmować ziemie Zulusów. Spowodowało to gniew króla, który wydał wyrok na nic nie podejrzewającą grupę Retiefa. Dnia 6 lutego biesiadujących w gościnie u króla osadników w okolicach dzisiejszego miasta Weenen (prowincja KwaZulu-Natal) obezwładniono i zabito, łamiąc im wcześniej wszystkie kończyny. Jako ostatniego zabito Pietera Retiefa, który musiał być świadkiem śmierci wszystkich towarzyszy, w tym swojego 12-letniego syna. Po masakrze Zulusi rozpoczęli ataki na karawany Burów, w wyniku czego w krótkim czasie zginęło ponad 800 osób. 